# فرانك جاي لوري
فرانك جاي لوري (بالإنجليزية: Frank J. Lowry)‏ هو ضابط أمريكي، ولد في 15 فبراير 1888 في كريسكو في الولايات المتحدة، وتوفي في 26 مارس 1955.